# Palmarès du EuroHockey Club Challenge II
L'EuroHockey Club Challenge II est une compétition qui réunit les meilleurs clubs de hockey sur gazon des pays jugés les « moins bons » du vieux continent. Cette compétition annuelle existe depuis seulement trois ans. Les deux premiers clubs au classement final sont promus pour l'EuroHockey Club Champions Challenge.

## Palmarès
| Année | Or                              | Argent                | Bronze                | Lieu    |
| ----- | ------------------------------- | --------------------- | --------------------- | ------- |
| 2004  | HT 85 Finlande                  | Rabat Depiro HC Malte | Young stars Malte     | Malte   |
| 2005  | MB Tirotex Serbie-et-Monténégro | Partille Suède        | Rabat Depiro HC Malte | Malte   |
| 2006  | à jouer                         | -                     | -                     | Athènes |